# Efrajim
Efrajim (hebrejsky אֶפְרַיִם‎), do češtiny přepisováno též jako Efraim, je starozákonní biblická postava,  druhorozený syn patriarchy Josefa, kterého mu porodila jeho manželka Asenat, dcera Potífery, kněze z egyptského Ónu.

## Jméno a původ
Jméno se vykládá jako „Prašné území“ či „Úrodná země“. Jménem tohoto syna byl též nazýván jeden z izraelských kmenů. Příslušníci tohoto kmene jsou označováni jako Efrajimovci. Později bylo jménem Efrajim označováno i Severní izraelské království, jehož hlavním městem bylo Samaří. Tímtéž názvem bylo označováno i jedno starověké město, které ještě existovalo i v Ježíšově době.
Podle židovské tradice byl Josefův syn Efrajim, na rozdíl od svého bratra Manasese, který svůj profesní život zasvětil diplomacii na faraónově dvoře, hlavním pečovatelem o rodovou identitu a „poctivým studentem Tóry“. Proto nakonec patriarcha Jákob, když udílel požehnání Josefovým synům a povýšil jejich status na status vlastních synů, upřednostnil oproti zvyklostem druhorozeného Efrajima před prvorozeným Manasesem.